# 散田町
散田町（さんだまち）は、東京都八王子市の地名。現行行政地名は散田町一丁目から散田町五丁目。住居表示実施済み区域。郵便番号は193-0832（八王子西郵便局管区）。

## 地理
八王子市中部に位置する。JR中央本線西八王子駅の南西、散田丘陵の北に位置する。西八王子南口一帯が商業地帯になっているのに対し、南部の丘陵地帯は住宅地となっている。東で台町、南で山田町・めじろ台、西で東浅川町、北西で並木町、北で千人町と隣接する。

### 地価
住宅地の地価は、2017年（平成29年）の公示地価によれば、散田町3-6-21の地点で20万円/m2となっている。

## 歴史

### 地名の由来
諸説あるが、
- 片倉城の重要な耕作地であった三つの田んぼ「散田（現在の散田町一・三・四丁目付近）」、「三田（現在の散田町五丁目から東浅川町東側の三田地域付近）」、「山田（現在の散田町二丁目から山田町・めじろ台付近）」から
- 広園寺のある付近の土地を「山田（さんだ）」と呼んだことから
- 請作させて地代を取る田地を意味する「散田（さんでん）」から

等が由来とされている。

### 沿革
- 1667年（寛文7年） - 検地によって、現在の散田町、並木町、山田町の全域、めじろ台のほぼ全域、東浅川町東側の三田地域、台町の一部が武蔵国多摩郡散田村として確定する。[6]
- 1889年（明治22年）4月1日 - 町村制施行により、神奈川県南多摩郡散田村が下長房村、下椚田村、館村、寺田村、大船村と合併し、横山村が成立する。
- 1955年（昭和30年）4月1日 - 横山村が八王子市に編入され、大字散田となる。
- 1956年（昭和31年） - 旧横山村のうち大字散田の字中散田と字寺上が（旧）散田町に、字下散田が散田東町となる。
- 1981年（昭和56年） - 住居表示の実施に伴い、（旧）散田町が散田町四丁目・五丁目、散田東町が散田町一丁目 - 三丁目となる。

## 世帯数と人口
2017年（平成29年）12月31日現在の世帯数と人口は以下の通りである。
| 丁目         | 世帯数    | 人口     |
| ------------ | --------- | -------- |
| 散田町一丁目 | 1,052世帯 | 1,985人  |
| 散田町二丁目 | 1,286世帯 | 2,879人  |
| 散田町三丁目 | 1,992世帯 | 3,613人  |
| 散田町四丁目 | 1,307世帯 | 2,520人  |
| 散田町五丁目 | 1,316世帯 | 2,959人  |
| 計           | 6,953世帯 | 13,956人 |

## 小・中学校の学区
市立小・中学校に通う場合、学区は以下の通りとなる。
| 丁目         | 番地                                                      | 小学校               | 中学校               | 通学許可校                                |
| ------------ | --------------------------------------------------------- | -------------------- | -------------------- | ----------------------------------------- |
| 散田町一丁目 | 全域                                                      | 八王子市立第七小学校 | 八王子市立第七中学校 | 八王子市立散田小学校 八王子市立横山中学校 |
| 散田町二丁目 | 1〜4番 5番1〜3号、31号 34〜38番                           | 八王子市立第七小学校 | 八王子市立第七中学校 | 八王子市立山田小学校 八王子市立横山中学校 |
| 散田町二丁目 | 5番4〜30号 6番 9番1号 10番 12番20〜22号 14〜33番 39〜70番 | 八王子市立山田小学校 | 八王子市立第七中学校 | 八王子市立横山中学校                      |
| 散田町二丁目 | その他                                                    | 八王子市立散田小学校 | 八王子市立横山中学校 | 八王子市立山田小学校 八王子市立第七小学校 |
| 散田町三丁目 | 全域                                                      | 八王子市立散田小学校 | 八王子市立横山中学校 |                                           |
| 散田町四丁目 | 全域                                                      | 八王子市立散田小学校 | 八王子市立横山中学校 |                                           |
| 散田町五丁目 | 全域                                                      | 八王子市立散田小学校 | 八王子市立横山中学校 |                                           |

## 交通

### 鉄道
- 東日本旅客鉄道（JR東日本）
  - 中央本線（中央線快速）　：　西八王子駅

### 道路
一般国道・都道は通過していないが、JR中央線を挟んで東西方向に国道20号と並走する幹線道路（市道）がある。

## 施設

### 行政
- 八王子市教育センター（散田町二丁目）

### 教育
- 八王子市立第七中学校（散田町二丁目）
- 八王子市立散田小学校（散田町五丁目）
- 八王子市立横山中学校（散田町五丁目）

### 郵便局・金融機関
- 八王子西郵便局（散田町五丁目）
- 多摩信用金庫散田支店（散田町三丁目）

### 商業
- スーパーアルプス西八王子店（散田町三丁目）
- とんでん八王子散田町店（散田町五丁目）
- ガスト八王子散田店（散田町五丁目）

### 病院
- 南多摩病院（散田町三丁目）

### 公園・神社・寺院
- 東めじろ台緑地（散田町四丁目）
- 万葉公園（散田町五丁目）
- 真覚寺（散田町五丁目）
- 高宰神社（散田町五丁目）

### その他
- 東京都水道局散田配水池（散田町二丁目）